# Nathorst-Land (Spitzbergen)
Koordinaten: 77° 38′ N, 16° 12′ O

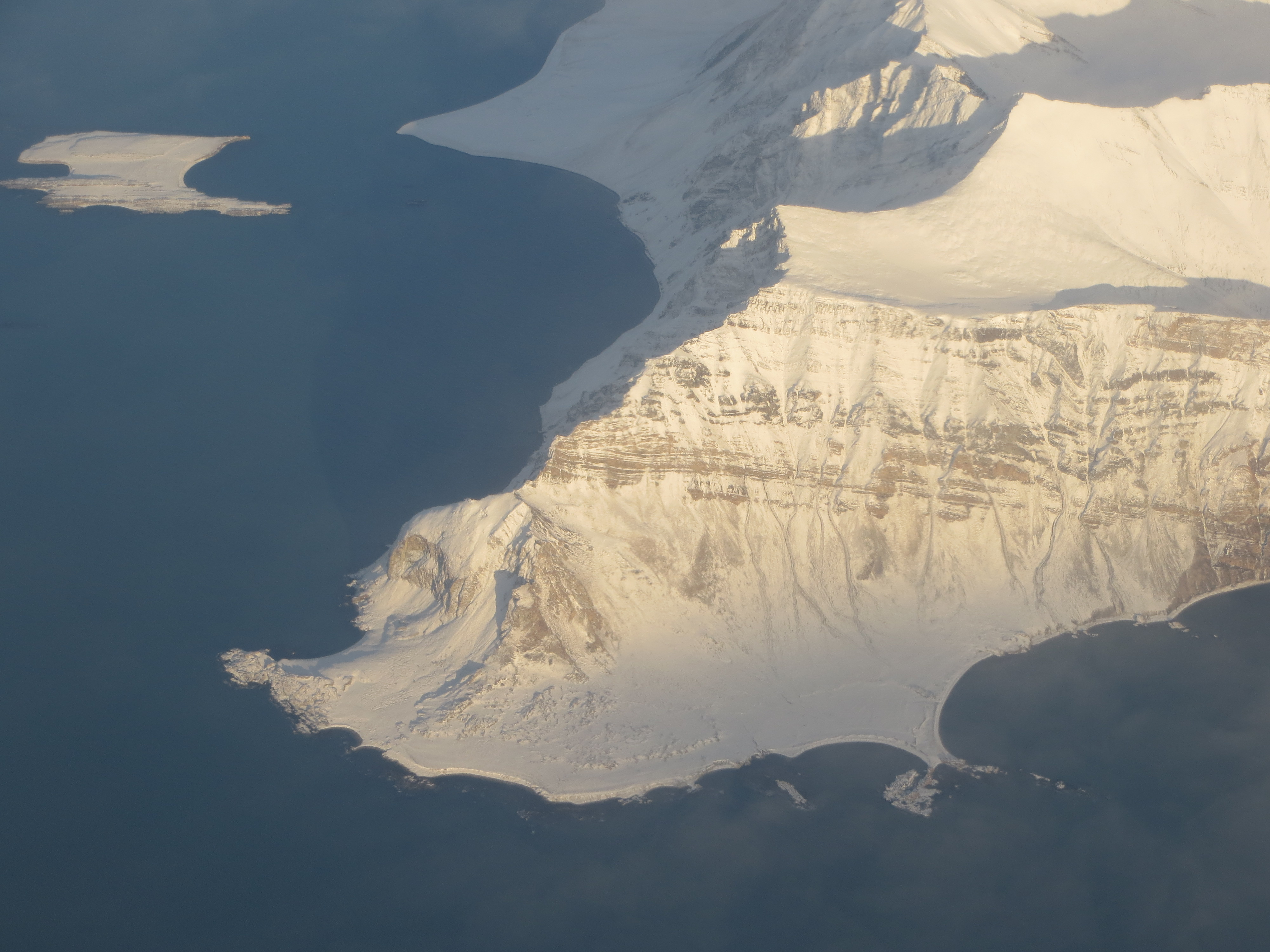
Midterhuken, die Westspitze von Nathorst-Land, und die Insel Mariaholmen

Nathorst-Land (manchmal auch Nathorsts Land) ist eine Halbinsel der zu Svalbard gehörenden Insel Spitzbergen. Das Gebiet liegt zwischen dem Van Mijenfjorden und dem Van Keulenfjorden im südlichen Teil Spitzbergens. Im Osten wird die Halbinsel (von Norden nach Süden) vom Paulabreen, dem Kjølberget, dem oberen Teil des Strongbreen und dann dem Doktorbreen begrenzt. Im Norden und Nordosten liegt Heer-Land, im Südosten Torell-Land.
Nördlich des Van Mijenfjorden schließt sich die größere Halbinsel Nordenskiöld-Land an. Südlich des Van Keulenfjorden liegt Wedel-Jarlsberg-Land.
Nathorst-Land liegt außerhalb des als Management Area 10 bezeichneten Gebiets, in dem sich auch Touristen frei bewegen dürfen. Touristen brauchen für den Aufenthalt in diesem Gebiet eine Bewilligung des Sysselmannen und den Nachweis einer Versicherung für eventuelle Rettungsaktionen. Siedlungen gibt es hier keine. 
Namenspatron von Nathorst-Land war der schwedische Arktisforscher, Geologe und Paläobiologe Alfred Gabriel Nathorst. Er leitete Expeditionen nach Spitzbergen 1870, 1882 und 1898, sowie 1899 nach Grönland. 